# 외계 행성의 겉 모습
외계 행성의 겉 모습은 거의 알려져 있지 않다. 그 이유로, 외계 행성은 지구로부터 너무나 멀리 떨어져 있기 때문에 망원경을 통하여 직접 관측하기가 어렵기 때문이다. 게다가 지금까지 발견된 외계 행성계 중 우리 태양계처럼 행성들이 배치되어 있는 곳은 거의 없으므로, 태양계 행성들의 외관을 기초로 외계 행성들의 모습을 유추하기도 쉽지 않다. 지금까지 발견된 대부분의 외계 행성은 '뜨거운 목성'이다.

## 시야 사이를 지나가는 외계 행성
HD 189733 b처럼, 외계 행성이 항성과 우리 시야 사이를 지나가는 경우에 한하여 행성의 외관을 보다 용이하게 추측할 수 있다. HD 189733 b는 반사도가 0.14 이상으로 가시광으로 보면 푸른 빛을 띨 것으로 예상된다. 모항성의 앞을 통과하는 행성들은 대다수가 뜨거운 목성형 행성이다.

## 관측이 불가능한 외계 행성
현재의 이론으로, 관측이 불가능한 외계 행성의 경우, 그 행성의 상층 대기에 가해지는 일사량의 정도에 따라 대기의 조성이 달라질 것으로 예상하고 있다. 이는 행성의 전체 조성이 목성과 비슷하더라도, 상층부 대기의 상태는 행성이 처한 조건에 따라 달라지며, 우주에서 바라보는 외관도 다르게 보일 것임을 의미한다.

## 수다르스키의 행성 분류
수다르스키(Sudarsky) 행성분류 시스템은 외계행성 중 목성과 같은 가스행성들의 겉모습이 온도에 따라 달라진다는 이론적인 분류이다. 이 이론은 수다르스키가 집필한 논문인 Albedo and Reflection Spectra of Extrasolar Giant Planets에 처음 등장했고, Theoretical Spectra and Atmospheres of Extrasolar Giant Planets에서 보충 설명되었다.
분류 유형들은 로마 숫자로 번호를 매겨서, I에서 V까지 모두 5개이다. 이 이론의 전제 조건은 외계행성의 구성성분이 목성과 흡사하다는 것이다. 사실 외계행성이 어떤 물질로 이루어져 있는지는 확실하지 않다. 더 정교한 관측기술이 확보되어야 추측이 더 정확해질 것이다. 수다르스키의 이론을 우리 태양계의 가스행성에 적용한다면, 목성과 토성이 유형I에 해당된다.
그러나 지구 및 OGLE-2005-BLG-390Lb과 같은 지구형 행성이나, 천왕성 및 해왕성과 같은 얼음 가스행성의 경우 수다르스키의 이론으로는 외관이 어떻게 생겼을지를 추측할 수 없다.

### 유형I: 암모니아 구름형

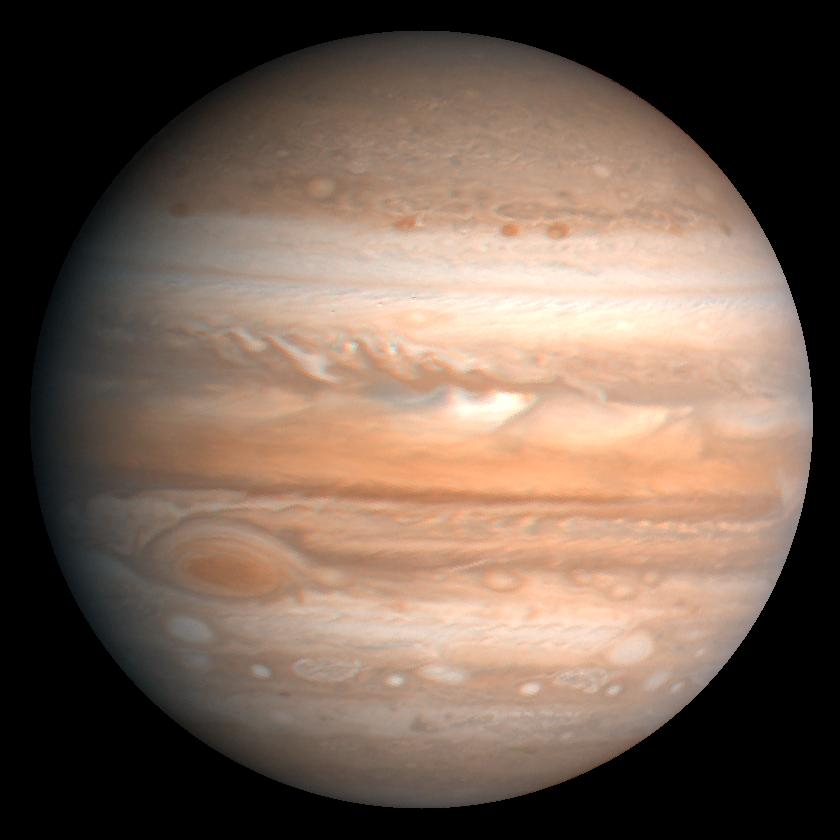
유형I에 속하는 대표적 사례는 목성이다.

이 형태에 속하는 외계행성의 상층부 대기는 암모니아 구름으로 가득하다. 이런 행성들은 모항성으로부터 멀리 떨어진 곳에서 발견된다. 이들은 150K 이하의 온도에서 존재한다. 태양과 비슷한 별 주위를 도는 유형I의 본드반사도는 0.57이다.(목성은 0.343, 토성은 0.342) 이론과 실제 사이의 차이는 톨린, 인(이들은 목성과 토성 상층대기의 구름 색의 원인이다.)의 불안정한 응고 때문이라고 설명할 수는 있으나, 완전한 해답이 되지는 못한다.
I형이 존재하려면, 모항성에서 비교적 가까이 돌면서 모항성이 어둡고 차거나, 또는 모항성이 태양처럼 밝고 뜨겁지만 모항성으로부터 멀리 떨어져서 도는 경우 두 가지 조건이 있다. 전자의 경우 모항성이 어둡기 때문에 발견하기가 어렵고, 후자의 경우 긴 공전주기만큼 관측시간을 확보해야 행성의 존재를 알 수 있다.
단, 목성보다 질량이 큰 가스행성의 경우 내부열을 더 많이 간직하고 있게 된다. 따라서 이들은 자체의 열로 가열되어 유형I과는 다른, 유형 II나 III 이상의 모습을 보여 줄 가능성이 크다.
2000년까지만 해도 당시 발견된 외계행성 중 수다르스키의 유형I에 해당되는 가스행성은 없었다. 그러나 현재 I형으로 추측되는 외계행성은 큰곰자리 47 c, 제단자리 뮤 c가 있다. 이들의 질량은 최소 목성의 1~2배 정도이며, 모항성은 태양 정도의 밝기를 지니고 있고, 공전궤도의 이심률은 크지 않고, 약 5AU 정도 떨어진 궤도를 돌고 있다.

### 유형II: 물의 구름형

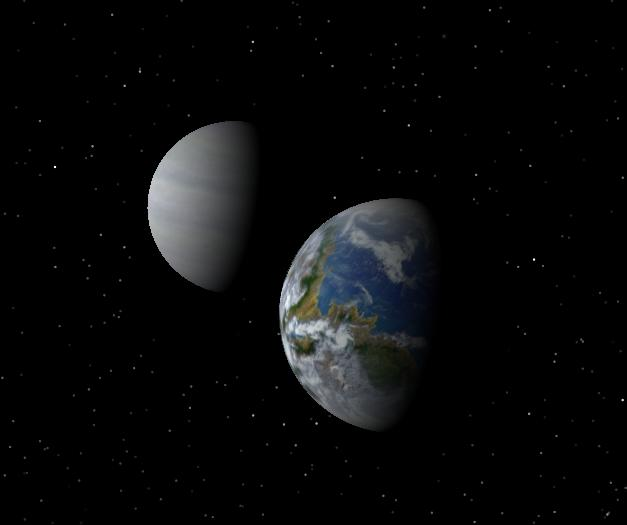
어머니 항성으로부터의 거리를 고려할 때, HD 28185 b는 창백한 푸른 빛을 띤 구름으로 덮여 있을 가능성이 높다.

II형에 속하는 가스행성들은 암모니아 구름이 생기기에는 상층부의 온도가 너무 높다. 그 대신 이들의 상층대기에는 수증기로 이루어진 구름이 생겨난다. 대략 250K 정도 온도를 갖는 행성에서 이런 환경이 조성될 것이다. 본드반사도는 0.81로 매우 밝게 빛날 것이다. 또한 메탄의 대기 때문에 이들을 인간의 눈으로 볼 경우 창백한 푸른 빛을 띤, 흰색의 공처럼 보일 것이다. 이들의 상층 대기는 우리에게 익숙한 물의 구름이 가득 찬 모습을 보여 줄 것이다. 그러나 대기성분은 수소와 메탄으로, 인간이 숨쉴 수 있는 환경과는 거리가 멀 것이다.
II형이 유력한 외계행성으로 수다르스키가 논문에서 언급한 행성으로는 큰곰자리 47 b, 안드로메다자리 웁실론 d가 있다. 그러나 안드로메다자리 웁실론 d는 모항성에서 멀리 떨어졌을 때는 II형이다가, 모항성과 접근하면서 III형으로 모습을 바꿀 것으로 예측된다.

### 유형III: 가스체형
350~800K의 온도상에서 상층대기에는 구름의 재료가 될 화학물질들이 부족하게 된다. 이런 상태에서 행성은 레일리산란 및 대기 중 메탄으로 인해, 특징없는 푸른 공처럼 보일 것이다. 빛을 반사하는 구름이 없기 때문에, 태양 비슷한 항성 주위를 도는 III형의 반사도는 0.12 정도에 불과할 것이다. 이들의 궤도는 수성 정도의 거리를 보인다. 수다르스키의 논문에서 III형의 후보로 언급한 행성은 글리제 876 b, 안드로메다자리 웁실론 c가 있다.
700K를 넘어가면 황화물과 염화물이 권운 형태의 구름을 상층부 대기에 생성하게 된다.

### 유형IV: 항성 근접형
행성의 대기가 가열되어 900K를 넘으면, 상층 대기는 메탄 대신 일산화탄소가 주된 대기성분으로 바뀐다. 또한 대기 중에는 나트륨으로 이루어진 알칼리 금속성분이 급격히 증가한다. 이런 행성의 대기 스펙트럼에는 나트륨과 칼륨 성분이 강하게 나타날 것이다. 스펙트럼 상으로는 검출할 수 없으나, IV형 행성의 대기 속에는 규산염 및 철이 증발하여 이루어진 구름층이 여러 겹으로 존재할 것으로 추측된다. 반사도는 대기 중의 알칼리 금속 때문에 매우 낮아 0.03 정도에서 형성될 것이다. IV 및 V형을 통상적으로 '뜨거운 목성'으로 부른다.
게자리 55 b, HD 209458 b가 IV형의 후보이다. HD 209458b의 경우 2001년 NASA는 이 행성의 일면통과 과정에서 나트륨이 대기 중 포함되어 있음을 검출했다. 그러나 그 양은 생각보다 적었다.
HD 189733 b의 경우 온도는 920~1200K로 IV형으로 추측된다. 2007년 말 이 행성의 반사도는 0.14, 색채는 짙은 청색일 것으로 예상되었다.

### 유형V: 작열형
1,400K 이상의 열을 받거나, 또는 그보다 온도가 낮아도 목성보다 질량이 작을 경우 V형이 생성된다. V형의 환경에서 규산염과 철로 이루어진 구름은 대기 밑에서 최상층으로 상승하여 행성 전체의 반사도를 높이는데, 예상되는 반사도는 0.55이다. 이 정도로 극심하게 뜨거운 행성은, 내부에서 나오는 열로 벌겋게 빛나는 것처럼 보일 것이다. 안시등급 4.50 이하의 별들 주위를 도는 V형은, 이론적으로 관측기구를 통하여 볼 수 있다.
V형의 후보로 HD 209458 b와 페가수스자리 51 b가 있다. 하지만 HD 209458 b의 기하 반사도는 0.3 이하로 측정되었다. 목동자리 타우 Ab의 경우 V형으로 추측되기는 하나 반사도는 0.39를 넘지 않는다.

## 같이 보기
- 외계행성
  - 목성형 행성

## 참고 문헌
- (영어) Extrasolar.net: 외계행성의 겉모습에 대한 이론적 정리